# Ondrej Gmitter
Ondrej Gmitter (* 27. Juni 1988 in Prešov, Tschechoslowakei) ist ein slowakischer Eishockeyspieler, der zuletzt zwischen 2006 und 2014 beim HC Košice in der slowakischen Extraliga unter Vertrag stand und parallel beim HC 46 Bardejov zum Einsatz kam. 

## Karriere
Ondrej Gmitter begann seine Karriere als Eishockeyspieler in seiner Heimatstadt in der Nachwuchsabteilung des HC 07 Prešov, in der er bis 2006 aktiv war. Anschließend wechselte der Angreifer zum HC Košice, für dessen U20-Junioren er zunächst zwei Jahre lang spielte, ehe er in der Saison 2008/09 sein Debüt im professionellen Eishockey für Košices Kooperationspartner HC 46 Bardejov gab. Für diesen erzielte er als Leihspieler in der 1. Liga, der zweiten slowakischen Spielklasse, in 45 Spielen sechs Tore und gab zehn Vorlagen. In der folgenden Spielzeit lief er erstmals in der slowakischen Extraliga für den Košice auf, mit dem er auf Anhieb den slowakischen Meistertitel gewann. Zu diesem Erfolg trug er mit zwei Toren in 13 Spielen bei und war in den Playoffs ein fester Bestandteil des Profiteams. Den Großteil der Spielzeit verbrachte er erneut als Leihspieler in Bardejov in der 1. Liga. 
In der Saison 2010/11 wurde Gmitter mit dem HC Košice erneut Slowakischer Meister. Im Saisonverlauf bereitete er in 17 Spielen drei Tore vor und sammelte weiterhin parallel als Leihspieler Spielpraxis beim Zweitligisten HC 46 Bardejov. 

## Erfolge und Auszeichnungen
- 2010 Slowakischer Meister mit dem HC Košice
- 2011 Slowakischer Meister mit dem HC Košice
- 2014 Slowakischer Meister mit dem HC Košice

## Extraliga (SVK)-Statistik
(Stand: Ende der Saison 2010/11)